# Orlando Woolridge
Orlando Vernada Woolridge (Bernice, 16 dicembre 1959 – Mansfield, 31 maggio 2012) è stato un cestista e allenatore di pallacanestro statunitense, professionista nella NBA e in Italia.

## Carriera

### Giocatore
Woolridge frequentò la University of Notre Dame dal 1977 al 1981; terminata la carriera universitaria, venne scelto come sesta scelta assoluta al Draft NBA 1981 dai Chicago Bulls. Disputò 5 stagioni consecutive con la squadra dell'Illinois, passando poi ai New Jersey Nets nel biennio 1986-1988.
Nel corso della stagione 1987-88 venne sospeso dalla NBA per problemi di droga; ricevette una multa di 22.500 dollari e venne ammesso ad un programma riabilitativo della durata di circa due mesi, più ulteriori sei mesi di trattamento. Tornò a giocare nella stagione 1988-1989 con i Los Angeles Lakers. Fino al 1994 cambiò varie squadre: Denver Nuggets, Detroit Pistons, Milwaukee Bucks e Philadelphia 76ers.
Nell'estate 1994 lasciò la NBA per trasferisrsi nella Serie A1 italiana alla Benetton Treviso. Con i veneti disputò 30 incontri nella stagione 1994-1995, riuscendo a conquistare la finale scudetto, persa poi contro la Virtus Bologna. Vinse comunque due trofei: la Coppa d'Europa (poi denominata Coppa Saporta) e la Coppa Italia; di quest'ultima fu eletto miglior giocatore della manifestazione.
Nella stagione 1995-96 si trasferì alla Virtus Bologna: conquistò ancora una volta i play-off scudetto, ma la squadra venne sconfitta in semifinale dalla Stefanel Milano; con la squadra bolognese conquistò la Supercoppa italiana, venendo nominato miglior giocatore della competizione.
Al termine del biennio italiano, decise di ritirarsi dall'attività agonistica.

### Allenatore
Smessi i panni di giocatore, Woolridge intraprese quella di allenatore; venne nominato vice di Brian Taylor alla Harvard-Westlake School. Nel 1997 fu vice allenatore alle Los Angeles Sparks in WNBA, e nella stagione seguente assunse a campionato in corso l'incarico di capo allenatore.
Dal 2007 al 2009 allenò dapprima gli Houston Takers e poi gli Arizona Rhinos in American Basketball Association.

## Vita privata
Orlando Woolridge venne arrestato nel 2001, dopo essere stato scoperto sotto l'effetto di sostanze stupefacenti. Nel febbraio 2012 venne arrestato per un furto di tubi di alluminio a De Soto Parish; fu rilasciato a seguito del pagamento di una cauzione di 2.000 dollari.
Woolridge è scomparso il 31 maggio 2012 all'età di 52 anni in seguito a problemi cardiaci, di cui soffriva da diversi anni.

## Statistiche

### NBA

#### Regular Season
| Anno      | Squadra            | PG  | PT  | MP   | TC%  | 3P%  | TL%  | RP  | AP  | PRP | SP  | PP   |
| --------- | ------------------ | --- | --- | ---- | ---- | ---- | ---- | --- | --- | --- | --- | ---- |
| 1981-1982 | Chicago Bulls      | 75  | 12  | 15,8 | 51,3 | 0,0  | 69,9 | 3,0 | 1,1 | 0,3 | 0,3 | 7,3  |
| 1982-1983 | Chicago Bulls      | 57  | 38  | 28,5 | 58,0 | 0,0  | 63,8 | 5,2 | 1,7 | 0,7 | 0,8 | 16,5 |
| 1983-1984 | Chicago Bulls      | 75  | 74  | 33,9 | 52,5 | 50,0 | 71,5 | 4,9 | 1,8 | 0,9 | 0,8 | 19,3 |
| 1984-1985 | Chicago Bulls      | 77  | 76  | 36,6 | 55,4 | 0,0  | 78,5 | 5,6 | 1,8 | 0,8 | 0,5 | 22,9 |
| 1985-1986 | Chicago Bulls      | 70  | 59  | 32,1 | 49,5 | 17,4 | 78,8 | 5,0 | 3,0 | 0,7 | 0,7 | 20,7 |
| 1986-1987 | N.J. Nets          | 75  | 53  | 35,2 | 52,1 | 12,5 | 77,7 | 4,9 | 3,5 | 0,7 | 1,1 | 20,7 |
| 1987-1988 | N.J. Nets          | 19  | 12  | 32,7 | 44,5 | 0,0  | 70,8 | 4,8 | 3,7 | 0,7 | 1,1 | 16,4 |
| 1988-1989 | L.A. Lakers        | 74  | 0   | 20,1 | 46,8 | 0,0  | 73,8 | 3,6 | 0,8 | 0,4 | 0,9 | 9,7  |
| 1989-1990 | L.A. Lakers        | 62  | 2   | 22,9 | 55,6 | 0,0  | 73,3 | 3,0 | 1,5 | 0,6 | 0,7 | 12,7 |
| 1990-1991 | Denver Nuggets     | 53  | 50  | 34,4 | 49,8 | 0,0  | 79,7 | 6,8 | 2,2 | 1,3 | 0,4 | 25,1 |
| 1991-1992 | Detroit Pistons    | 82  | 61  | 25,8 | 49,8 | 11,1 | 68,3 | 3,2 | 1,1 | 0,5 | 0,4 | 14,0 |
| 1992-1993 | Detroit Pistons    | 50  | 47  | 29,5 | 47,9 | 0,0  | 67,3 | 3,5 | 2,2 | 0,5 | 0,5 | 13,1 |
| 1992-1993 | Milwaukee Bucks    | 8   | 0   | 9,8  | 54,5 | -    | 77,8 | 1,1 | 0,4 | 0,1 | 0,3 | 5,4  |
| 1993-1994 | Philadelphia 76ers | 74  | 1   | 26,4 | 47,1 | 7,1  | 68,9 | 4,0 | 1,9 | 0,6 | 0,8 | 12,7 |
| Carriera  | Carriera           | 851 | 485 | 28,3 | 51,3 | 9,1  | 73,7 | 4,3 | 1,9 | 0,6 | 0,7 | 16,0 |

#### Playoffs
| Anno     | Squadra         | PG | PT | MP   | TC%  | 3P% | TL%  | RP  | AP  | PRP | SP  | PP   |
| -------- | --------------- | -- | -- | ---- | ---- | --- | ---- | --- | --- | --- | --- | ---- |
| 1985     | Chicago Bulls   | 4  | 4  | 41,8 | 50,0 | -   | 77,8 | 3,3 | 2,0 | 1,5 | 0,3 | 20,5 |
| 1986     | Chicago Bulls   | 3  | 3  | 45,0 | 40,3 | 0,0 | 86,7 | 4,7 | 1,3 | 1,0 | 0,3 | 21,0 |
| 1989     | L.A. Lakers     | 15 | 0  | 18,4 | 52,0 | -   | 71,0 | 4,7 | 1,1 | 0,1 | 1,0 | 8,1  |
| 1990     | L.A. Lakers     | 9  | 0  | 22,1 | 57,1 | 0,0 | 70,3 | 2,6 | 1,1 | 0,9 | 0,9 | 11,8 |
| 1992     | Detroit Pistons | 5  | 5  | 25,6 | 44,2 | -   | 56,3 | 2,0 | 0,6 | 0,2 | 0,2 | 11,0 |
| Carriera | Carriera        | 36 | 12 | 25,1 | 49,2 | 0,0 | 71,6 | 3,6 | 1,2 | 0,6 | 0,7 | 11,9 |

## Palmarès

### Club
- Coppa d'Europa: 1

Pall. Treviso: 1994-1995
- Coppa Italia: 1

Pall. Treviso: 1995
- Supercoppa italiana: 1

Virtus Bologna: 1995

### Individuale
- MVP Coppa Italia Serie A: 1

Pall. Treviso: 1995
- MVP Supercoppa italiana: 1

Virtus Bologna: 1995
- Louisiana Sports Hall of Fame

2010